# Mike Shinoda
Pour les articles homonymes, voir Shinoda.
Michael « Mike » Kenji Shinoda (prononcé en anglais : [maɪk ʃɪˈnoʊdə]), né le 11 février 1977 à Agoura Hills (Californie), est un auteur-compositeur-interprète, rappeur, musicien et producteur américain.
Il est connu pour être le rappeur, guitariste rythmique, pianiste, claviériste, choriste et deuxième chanteur de Linkin Park. Il est aussi membre du groupe de rap Fort Minor.
Mike Shinoda est également le cofondateur du label Machine Shop Records, basé en Californie. En dehors de la musique, il est également artiste et graphiste. Il a peint plusieurs œuvres d'art, dont certaines ont été présentées au Japanese American National Museum de Los Angeles.

## Biographie

### Jeunesse
Mike Shinoda est né le 11 février 1977, d'un père japonais et d'une mère américaine, et a grandi en Californie dans la banlieue de Agoura Hills,. Il a un petit frère appelé Jason. À 13 ans, il tente de s'exprimer à travers le jazz, le blues, et même le hip-hop. Dès le lycée, il s'initie à la musique, en jouant plusieurs instruments, comme le piano pour lequel il prend des leçons. Il poursuit sa scolarité au Parkman Elementary et au Lindero Canyon Middle School.
Durant son enfance et son adolescence, Shinoda affiche avec constance un sérieux et une curiosité qui le font entre autres pratiquer le piano durant dix ans. C'est durant cette période qu'il se met à la guitare, et rajoute le rap à son répertoire. Après son adolescence, Mike Shinoda est encouragé dans son rap par un certain Brad Delson, avec qui il commence à écrire et à enregistrer des chansons dans un studio de fortune fabriqué dans son sous-sol. Mike fréquente le lycée Agoura avec son compagnon de Linkin Park, Brad Delson, où il côtoie des membres du futur groupe Hoobastank. Vers la fin du lycée, le batteur Rob Bourdon se joint à eux et participe à leur entreprise musicale. Ce trio forme alors le groupe Xero, et a l'intention de poursuivre de manière sérieuse une carrière dans l'industrie musicale. Chester Bennington arrivera quelques années après, lorsque l'exigence mélodique de leur création trouvera en lui le seul interprète à la hauteur, et que son bagage musical (son groupe de rock Grey Daze) et son univers seront accueillis très favorablement par les membres de Xero.
Après le lycée, Shinoda s'inscrit au Art Center College of Design de Pasadena pour étudier la conception graphique et l'illustration. Il y fait la connaissance du DJ Joseph Hahn, alors compagnon d'université de Brad Delson. Dave « Phoenix » Farrell arrive dans le petit groupe, Xero. Mike obtient le diplôme de l'université avec une spécialité dans l'illustration. Dès sa sortie de l'université, il trouve un emploi de graphiste. Ses compétences, ajoutées à sa créativité, lui permettent de concevoir lui-même toute l'iconographie de Linkin Park avec son ami dessinateur et concepteur Joe Hahn ; il réalise aussi la couverture d'un album de Styles of Beyond, 2000 Fold. Les années suivantes, il continue de présenter ses œuvres, toujours plus diversifiées, dans les différents arts. En 2006 a lieu son premier showcase d'art dans la Galerie 1998 à Los Angeles.

### Linkin Park

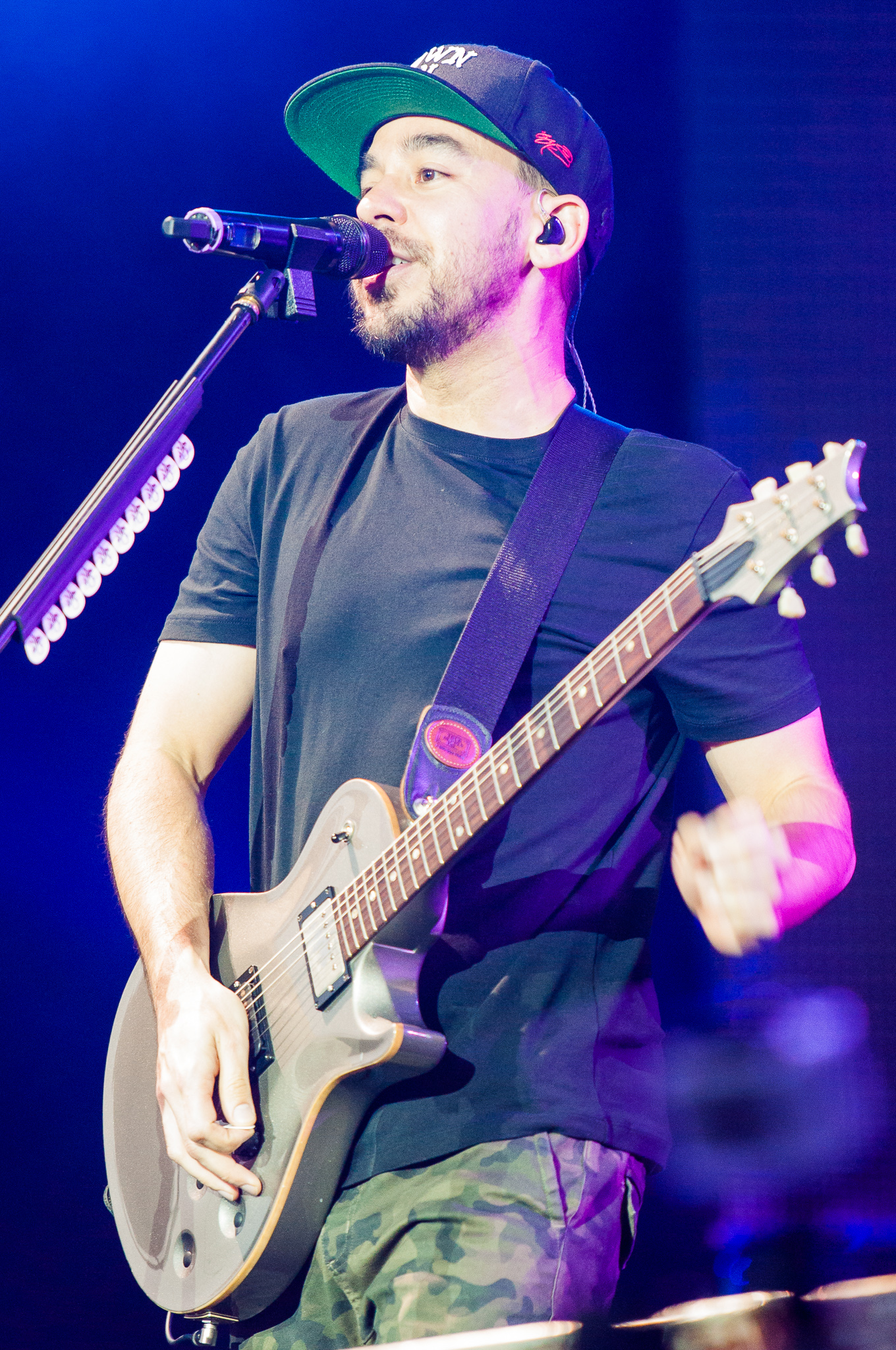
Mike Shinoda sur scène avec Linkin Park au Rock im Park, en 2014.

Shinoda fonde Xero avec Rob Bourdon et Brad Delson en 1996. Le groupe s'appelle initialement Hybrid Theory(1999-2000), mais ce nom étant déjà utilisé par un autre groupe, ils lui substituent Linkin Park (Depuis 2000), proche phoniquement de Lincoln Park, qui selon eux se trouve pratiquement dans chaque État et donc partout. Après avoir passé une audition, Chester Bennington remplace Mark Wakefield qui va alors dans le groupe Taproot. Dès le début, Mike s'implique étroitement dans tous les aspects techniques des enregistrements du groupe, et s'engage, toujours plus minutieux et consciencieux, tentant de faire éclore à Linkin Park un son unique. La première chanson chantée par le groupe s'intitule Crawling. Mike et le guitariste Brad Delson machinent et produisent l'EP Hybrid Theory du groupe, et renouvellent ces rôles pour l'album Hybrid Theory. Mike est producteur exécutif et est le principal remixeur pour l'album de remix Reanimation (2002), créant ses propres remix dans son studio chez lui pour Crawling et Pushing Me Away. Pendant son temps libre, hors de Linkin Park, il a travaillé et produit avec The X-ecutioners pour la chanson It's Going Down.
Pour le deuxième album de Linkin Park, Mike Shinoda réalise le dessin de la couverture de l'album en collaboration avec un artiste graffeur DELTA, concepteur Frank Maddocks, et Joe Hahn, dont le processus de création est filmé et la vidéo incorporée sur le CD de l'album. La version filmée, In Progress des créations plastiques des membres du groupe est très régulier par la suite. Par la réalisation de l'album mashup de Linkin Park et Jay-Z, Collision Course en 2004, la participation de Mike dans la création des albums continue à s'étendre. Il produit et mixe l'album, qui remporte le Grammy Award dans la catégorie de « meilleur rap/collaboration chantée ».
Le troisième album du groupe, Minutes to Midnight, est publié le 15 mai 2007. Dans cet album, Mike partage la production avec le producteur Rick Rubin, surveillant l'évolution musicale du son du groupe. Cet album révèle au public que Shinoda, connu pour son rap, peut aussi interpréter des mélodies, par exemple dans In Between et la chanson bonus No Roads Left. Mike Shinoda atteint la 72e place du classement des 100 principaux chanteurs de métal de tous les temps. Shinoda, qui touche aux différents arts et se diversifie toujours plus est également un musicien unique capable de jouer du piano et de la guitare, de rapper et chanter ; il crée la plupart des samples pour le groupe, est toujours à l'affût des sons qu'il pourrait intégrer dans leurs chansons ; dans leurs concerts extrêmement rythmés, c'est également lui qui prend le plus souvent la parole.
Leur quatrième album, et album-concept, A Thousand Suns, est publié le 13 septembre 2010. Il est considéré par Shinoda davantage comme une œuvre d'art, peut-être moins accessible, mais parfaitement en adéquation avec l'évolution de Linkin Park. Il s'exprime à plusieurs reprises sur ce choix et cette forme de A Thousand Suns, qui leur font sciemment perdre des fans, ainsi qu'accueillir de nouveaux, et qui est l'aboutissement de tout ce que les membres du groupe génèrent artistiquement jusqu'à cet album, ainsi qu'une importance donnée à leurs idées et leur intégrité en tant qu'êtres humains engagés. Des extraits d'archives sonores s'unissent à leurs créations (Oppenheimer, Martin Luther King, Mario Savio...), dont les images filmées et redessinées par Shinoda et Mr. Hahn sont projetés lors des concerts. Leur cinquième album, Living Things, est publié le 15 juin 2012, et considéré par la presse spécialisée comme musicalement plus proche de leurs deux premiers albums.
En 2014, Shinoda travaille aux côtés de Delson pour la production du sixième album du groupe, The Hunting Party publié le 17 juin 2014. L'album est le premier du groupe à faire participer Page Hamilton de Helmet, Rakim, Daron Malakian de System of a Down, et Tom Morello de Rage Against the Machine. Le premier single s'intitule Guilty All the Same,.
En 2017, Linkin Park sort un nouvel album intitulé One More Light, mais lors de la promotion de l'album, le chanteur Chester Bennington se suicide. Le groupe interrompt sa tournée promotionnelle et l'avenir est en suspens, mais les membres ne sont pas fermés à continuer l'aventure Linkin Park.
Après plusieurs années de pause, le groupe est finalement reformé en septembre 2024 avec comme nouvelle chanteuse Emily Armstrong, qui est issue du groupe de hard rock Dead Sara.

### Fort Minor
Shinoda lance un projet musical nommé Fort Minor entre 2003 et 2004, du fait qu'il ne puisse pas épanouir tout son côté hip-hop avec Linkin Park. Il explique le nom de son projet dans une interview : « « Fort » représente le côté plus agressif de la musique, « Minor » peut signifier un certain nombre de choses : si vous parlez de la théorie musicale, la clé mineure est plus sombre. Je voulais donner un nom à l'album plutôt que d'avoir mon nom sur la couverture, parce que je voulais que les gens se concentrent sur la musique, pas sur moi. »
Le premier album de Fort Minor, intitulé The Rising Tied, est publié le 22 novembre 2005, et comprend des apparitions de Styles of Beyond, Lupe Fiasco, Common, Black Thought de The Roots, John Legend, Holly Brook, Jonah Matranga et des collaborations avec Jay-Z (Shawn Carter) en tant que producteur exécutif. Le meilleur single extrait de l'album, Where'd You Go atteint la quatrième place du Billboard Hot 100 et Remember the Name atteint la 66e place. D'autres chansons comme Petrified gagnent en popularité lorsqu'elles sont utilisées en guise de bande son pour le NBA Overtime diffusée sur la chaîne américaine TNT.
Shinoda se lance à nouveau dans les enregistrements pour le groupe après la publication de l'album Collision Course en novembre 2004. Fort Minor: We Major est une mixtape de Shinoda et DJ Green Lantern publiée dans le but de faire la promotion de leur futur album. Robert Hales réalise les clips vidéo de la chanson Petrified, publié en octobre 2005. Le succès de Where'd You Go durant la semaine du 26 avril 2006 augmentent les ventes de The Rising Tied à 45 % ; Where'd You Go est récompensée dans la catégorie de « sonnerie de l'année » aux MTV Video Music Awards de 2006. En août 2006, Fort Minor joue au Summer Sonic avec Linkin Park. En novembre 2006, Fort Minor publie la vidéo de Where'd You Go.
Lors d'un entretien en 2014, Shinoda annonce un possible nouvel album du groupe pour 2015.
Le 21 juin 2015, Shinoda confirme officiellement le retour de Fort Minor avec un nouveau single, Welcome.

### Projet solo
Peu de temps après le décès de Chester Bennington, Mike se remet rapidement à l'écriture et compose quelques titres. Le 25 janvier 2018, l'album Post Traumatic (EP) (en) sort. Cet album est très personnel puisqu'il parle des différentes étapes par lesquelles est passé l'artiste après le décès de son ami Chester. Il partira ensuite en tournée promotionnelle, d'abord seul, puis certains musiciens le rejoindront au cours de la tournée.

### Art et peinture
Shinoda est le plus jeune des diplômés de sa classe à l'Art Center College of Design en 1998, où il passe le baccalauréat en Art des Illustrations. Il crée la plupart des imageries de Linkin Park, y compris l'élaboration artistique des livrets des albums, et s'occupant des ventes du groupe, de la décoration du site, et des productions artistiques utilisées sur scène.
À la fin de l'année 2003, il collabore à la création d'un modèle de chaussures pour la marque DC Shoes, renouvelant sa clientèle. Il retouche les couleurs et les matières des chaussures et redessina les emballages et la publicité imprimée. L'année suivante, il conçoit le Kid Robot personnalisable Munny, une poupée dont la vente était à but caritatif. En 2004, Mike a créé une série de dix tableaux, devenue l'iconographie de l'album de Fort Minor, The Rising Tied. Ces tableaux furent présentés lors de la première exposition d'art publique de Shinoda, intitulée Diamonds Spades Hearts Clubs, à la Galerie 1988 de Los Angeles, le dimanche 19 novembre 2006. En plus des dix morceaux de Fort Minor, l'exposition comportait plus de treize œuvres originales et cinq pièces de collaboration. La même année, Mike participe au lancement d'une nouvelle bourse d'université au Art Center College of Design, attribuée aux étudiants en illustration et design graphique: cette subvention Michael K. Shinoda est octroyée en fonction des besoins financiers et du mérite. La première est délivrée en 2006. Les fonds de ces bourses vient de la vente de ses œuvres d'art originales depuis sur son site Internet (mikeshinoda.com), de ses expositions d'art et de ses collaborations avec DC Shoes,.
2008 est une année éminemment artistique pour Mike Shinoda. Le 11 juillet 2008, il réalise sa deuxième exposition d'art publique, qu'il nomme Glorious Excess (BORN), et qui a lieu au Musée National Japonais Américain de Los Angeles. Il y dévoile neuf nouvelles pièces, avec une séance exclusive de signature lors du vernissage d'ouverture. Le concept de Glorious Excess comprend deux expositions, dont la deuxième partie Glorious Excess (DIES) a eu lieu au JANM en janvier 2009. À propos de l'inspiration pour sa série Glorious Excess, Mike déclare ceci : « Je suis arrivé à un point où l'omniprésence de la "nouvelle célébrité" commence à me concerner. On dirait parfois qu'elle déborde et s'incruste dans des endroits où elle n'a pas sa place. Je regardais les informations en pensant avec toutes les choses qui se passent dans le monde en ce moment, ils n'ont rien de mieux à raconter que des histoires de ruptures ? Je trouvais ça insensé. Ajoutez à cela le fait que je suis censé en quelque sorte "appartenir" à ce groupe de célébrités - Pourtant je ne vois pas les choses ainsi et pour un grand nombre de raisons - vous pouvez donc comprendre que le sujet a commencé est devenu vraiment intéressant pour moi. Glorious Excess (BORN) montre la manière dont j'ai été plongé dans ces sujets, en essayant d'y trouver des réponses. Il en suit un caractère centré sur la "célébrité", riche et dégoûtant, légèrement violent, et célèbre sans n'importe quelle compétence ou talent particulier. »

### Autres activités musicales
En 2005, Mike accueille Rock Phenomenon CD Mixtape par DJ Vlad et Roc Raida. Le CD est le premier (et jusqu'ici, seulement) dans les séries de DJ Vlad's Rock Phenomenon (que soi-même soit un avantage supplémentaire de la série mix de Vlad Rap Phenomenon), et avec Mash-Up de Linkin Park Papercut, et David Banner Like a Pimp (Remix). Le Mixtape a été réalisé le 10 juillet 2007, avec un nouveau modèle de dessin. Mike Shinoda a réalisé avec Lil' Jon une partie de la bande originale des MTV Video Music Awards de 2005.
L'année 2012 voit Mike Shinoda s'essayer, seul cette fois, à un nouveau type de création musicale: la bande son du film The Raid, acclamé par la critique.
Il est le compositeur du theme principal de la série américaine Into the Badlands.

## Vie privée
Mike est un américain japonais de la troisième génération. Son grand-père est né aux États-Unis et est emprisonné pendant la Deuxième Guerre mondiale,. Shinoda est l'époux d'Anna Hillenger Shinoda depuis le 10 mai 2003. Elle est autrice dans la littérature jeunesse. Mike écrit la chanson Where'd You Go pour elle. Le couple réside actuellement à Agoura Hills et accueille en 2009 leur premier enfant, un petit garçon. Mike et Anna sont aussi parents de jumelles nées en 2011. De temps à autre, il rend visite à sa famille à Atlanta, en Géorgie, et des amis à Tallahassee, en Floride, et St. George Island. En 2004, il se trouve dans un épisode de Punk'd dans lequel une bouche d'incendie a été placée à côté de sa voiture pendant un feu de prétention.
Il est un fervent supporter de l'équipe de NBA les Lakers.

## Discographie

### Albums studio
- 2018: Post Traumatic
- 2020 : Dropped Frames, Vol. 1
- 2020 : Dropped Frames, Vol. 2
- 2020 : Dropped Frames, Vol. 3

### Extended Plays
- 2018: Post Traumatic
- 2021 : Ziggurats
- 2023 : The Crimson Chapter

Albums live
2018 : Mike Shinoda Soundcheck Session: Live in Moscow

## Singles

### En solo
| Année | Titre                                   | Album                  |
| ----- | --------------------------------------- | ---------------------- |
| 2018  | "Place to Start"                        | Post Traumatic EP      |
| 2018  | "Over Again"                            | Post Traumatic EP      |
| 2018  | "Watching as I Fall"                    | Post Traumatic EP      |
| 2018  | "Crossing a Line"                       | Post Traumatic         |
| 2018  | "Make It Up as I Go" (Featuring K.Flay) | Post Traumatic         |
| 2018  | "Ghosts"                                | Post Traumatic         |
| 2019  | "I.O.U."                                | Post Traumatic         |
| 2019  | "fine"                                  |                        |
| 2020  | "Open Door"                             | Dropped Frames, Vol. 1 |

### En featuring
| Année | Titre                                                                         | Album              |
| ----- | ----------------------------------------------------------------------------- | ------------------ |
| 2002  | "It's Goin' Down" (The X-Ecutioners featuring Mike Shinoda & Mr. Hahn)        | Built from Scratch |
| 2012  | "Second to None" (Styles of Beyond featuring Mike Shinoda)                    | Reseda Beach       |
| 2018  | "Waiting for Tomorrow" (Martin Garrix & Pierce Fulton featuring Mike Shinoda) | Bylaw EP           |

### Singles promotionnels
| Année | Titre                                         | Album          |
| ----- | --------------------------------------------- | -------------- |
| 2018  | "Watching as I Fall"                          | Post Traumatic |
| 2018  | "About You" (featuring Blackbear)             | Post Traumatic |
| 2018  | "Running from My Shadow" (featuring Grandson) | Post Traumatic |
| 2018  | "Ghosts"                                      | Post Traumatic |

### Autres chansons classées
| Année | Titre        | Album          |
| ----- | ------------ | -------------- |
| 2018  | "Over Again" | Post Traumatic |

### Discographie avecLinkin Park
- 1999 : Hybrid Theory EP
- 2000 : Hybrid Theory
- 2002 : Reanimation
- 2003 : Meteora
- 2003 : Live in Texas
- 2004 : Collision Course
- 2007 : Minutes to Midnight
- 2008 : Road to Revolution: Live at Milton Keynes
- 2010 : A Thousand Suns
- 2012 : Living Things
- 2014 : The Hunting Party (album)
- 2017 : One More Light
- 2017 : One More Light Live
- 2020: Hybrid Theory 20th Anniversary Edition
- 2023 : Meteora 20th Anniversary Edition
- 2024 : Papercuts (Singles Collection 2000–2023)
- 2024 : From Zero

### Compositions
- 2012 : The Raid - bande sonore du film
- 2012 : Medal of Honor: Warfighter - dont il est compositeur de la musique du jeu vidéo

### Productions
Mike a produit les morceaux pour l'album de Lupe Fiasco et Styles of Beyond, aussi bien que produire ou coproduire tous les albums du non-studio de [Linkin Park], incluant Reanimation, Hybrid Theory EP, la collaboration avec Jay-Z, Collision Course, et pour la première fois produire un album en studio en 2007, réalisation en studio du groupe pour le troisième album Minutes To Midnight. Quelques crédits notables de production incluent :
- Styles of Beyond - Marco Polo (de l'album 2000 Fold)
- The X-ecutioners - It's Goin' Down (de l'album Built from Scratch)
- Depeche Mode - Enjoy the Silence 04 (remix et produit)
- Lupe Fiasco - The Instrumental (de l'album Lupe Fiasco's Food and Liquor)
- Styles of Beyond featuring Celph Titled - You Cannot Fuck With This (de la mixtape Razor Tag)
- Styles of Beyond - Hard [MS Remix] (de Razor Tag mixtape)
- Styles of Beyond - Second To None (du prochain album Reseda Beach)
- Producteur, écrivain, ingénieur, mixeur : My December par Linkin Park
- Producteur, écrivain, mixeur : What I've Done (Distorted Remix) - Linkin Park
- Scored the 2005 MTV VMAs (a contribué toute la musique originale).
- Écrivain, producteur, mixeur : Fort Minor: We Major Mixtape - incluant S.C.O.M., Bloc Party, Dolla, 100 Degrees, Spraypaint & Inkpens (feat. Lupe Fiasco et Ghostface)
- Busta Rhymes feat. Linkin Park - We Made It (coproducteur avec Cool & Dre)
- Producteur, écrivain, mixeur : New Divide - Linkin Park
- Coproducteur, écrivain, chanteur : Carry Me Away, album Rise-Up de Cypress Hill
- Producteur, écrivain, mixeur : Not Alone - Linkin Park, Download to Donate For Haiti
- Producteur : Resurrection - Lupe Fiasco feat. Kenna, Download to Donate For Haiti
- Coproducteur : Never Let Me Down - Kenna, Download to Donate For Haiti
- Producteur, écrivain, chanteur : Blackbirds, Linkin Park